# Magnya Carta
Magnya Carta (マグニャカルタ) è il secondo album in studio del gruppo musicale visual kei AN CAFE, pubblicato nel 2006, si tratta dell'ultimo album con Bou alla chitarra.

## Tracce
1. LOCK ON THE BRAND NEW WORLD/LOCK ON the o NEW Sekai (Lock on ☆ザ☆ 御New世界) – 4:57
2. Smile Ichiban Ii Onna (スマイル一番 イイ♀) – 4:12
3. NYAPPY in the world 2 – 4:26
4. Pipopapo Telepathy (♯＊＠☆ピポパポテレパシー☆＠＊♯) – 3:32
5. Maple Gunman (メープルガンマン) – 3:51
6. Pxxxy'n PURIN/Pusshin Prin (プッシンプリン) – 4:46
7. Portraying Light With Rainbow Colored Crayon (Nanairo Crayon de Egaku Hikari, 七色クレヨンで描く光) – 5:10
8. Snow Scene (スノーシーン) – 4:12
9. Narcissistic Little Devil (Jikoaishugisha no Mijuku na Akuma, 自己愛主義者の未熟な悪魔) – 3:57
10. Stumble Across A Miracle (Meguriaeta Kiseki, 巡り逢えた奇跡) – 5:38
11. BondS ~Kizuna~ (magnya mix) (BondS ～絆～ (マグニャカルタ mix)) – 5:02

## Formazione
- Miku – voce
- Bou – chitarra
- Kanon – basso
- Teruki – batteria